# 373-тя стрілецька дивізія (СРСР)
373-тя стрілецька Миргородська Червонопрапорна орденів Суворова і Кутузова дивізія (373 СД, в/ч 51840) — військове з'єднання Червоної армії, що існувало у 1941—1946 роках.

## Історія
373-тя стрілецька дивізія була сформована в місті Чебаркуль Челябінської області в період з вересня по листопад 1941 року. Особовий склад дивізії в основному складався з жителів Уралу.
З 1 по 4 серпня 1942 року дивізія вийшла з боями з оточення та зосередилась у районі села Плаксіно. Прорвати оточення вдалось невеликій кількості військовослужбовців, але вони змогли зберегти бойовий прапор дивізії. Фактично до кінця 1942-го року дивізія укомплектовувалась технікою і особовим складом та проводила бойове злагодження підрозділів у райні міста Вишній Волочок.
4 січня 1944 року дивізія отримала наказ замінити на позиціях 254-ту стрілецьку дивізію, що наступала праворуч на ділянці Дубіївка —Степанки.
12 січня стрілецькі частини дивізії, згідно з бойовим наказом, проводили активні дії з наступу в напрямку станції Бобринська та села Шевченківське.
Після війни входила до складу 78-го стрілецького Сілезького корпусу (штаб в Шепетівці) та була розформована разом з ним в 1946 році.

## Структура
- 1235-й стрілецький полк
- 1237-й стрілецький полк
- 1239-й стрілецький полк
- 931-й артилерійський полк
- 483-я автотранспортна рота
- 222-га польова хлібопекарня